# 日下流
日下流とは、柔術の流派の一つ。

## 歴史
流祖は日下一甫である。　秋田藩で学ばれていた。

## 系譜
系譜は一部のみ記載。
吉成徳兵衛から、日下新流を創始した石山道厚が出ている。
- 日下一甫
  - 佐々木家則
    - 梁家次
      - 高橋祐秀
        - 吉成徳兵衛助門
          - 石山七郎右衛門道厚（日下新流）
          - 小西金兵衛方珍
            - 小林与一兵衛親友
              - 坂本吉兵衛頼次
                - 坂本吉左衛門頼国
                  - 坂本吉兵衛頼忠
                    - 大宮庄司直忠

            - 平賀主水
              - 三栗谷八右衛門久富
                - 関茂助俊知
                  - 石芹東助忠章
                    - 長沼五郎左衛門宗廣

            - 鈴木金左衛門重命
              - 阿部八兵衛